# Bernd Beetz
Bernd Beetz (* 8. August 1950 in Sinsheim) ist ein deutscher Geschäftsmann, ehemaliger Vorstandsvorsitzender von Coty Inc. und Präsident des SV Waldhof Mannheim.

## Leben
Bernd Erich Beetz wurde in Sinsheim geboren und wuchs in Mannheim-Käfertal auf. Nach dem Abitur 1969 am alten Moll-Gymnasium in der Neckarstadt (heute Ludwig-Frank-Gymnasium) studierte er von 1969 bis 1974 Betriebswirtschaftslehre mit den Schwerpunkten Marketing und Personalmanagement an der Universität Mannheim.
Die erste berufliche Station war bei Procter & Gamble in Frankfurt. Dort leitete Beetz die Ländergesellschaften der Türkei, Frankreich, Deutschland, Italien und der Schweiz, schließlich hatte er ab 1994 die Verantwortung für das Kosmetik- und Gesundheitsgeschäft in  Europa.  1998 wechselte er zum französischen Konzern LVMH (Louis Vuitton Moët Hennessy). Bei Christian Dior wurde er Präsident und CEO, ehe Beetz von Peter Harf als dessen Nachfolger zum US-Konzern Coty Inc. (die Mehrheitsbeteiligung hat die JAB Holding im Besitz der deutschen Unternehmerfamilie Reimann) nach New York geholt wurde. Dort war er von 2001 bis 31. Juli 2012 Vorstandsvorsitzender und trug während der elf Jahre dazu bei, den Umsatz wesentlich zu steigern und die Präsenz der Marke weltweit auszubauen. Mit sogenannten Celebrity-Düften schuf er eine neue Kategorie auf dem weltweiten Duftmarkt.
Beetz ist seit 2013 Mitglied des Aufsichtsrats der Douglas Holding. Von 2018 bis 2019 war Beetz Aufsichtsratsvorsitzender von Kaufhof und seit 2013 ist er Vorsitzender des Vorstands von St. Johns Knits. Zudem ist er Unternehmer im Luxussegment. In New York besitzt er eine Kosmetikfirma, in Berlin lässt er Brillen herstellen (MYKITA GmbH) und in Paris Rucksäcke (Cote&Ciel GmbH).
Im April 2024 wurde bekannt, dass ein Konsortium aus der US-Investmentgesellschaft NRDC Equity Partners und der von Beetz kontrollierten Gesellschaft BB Kapital SA, die ihren Sitz in Lugano/Schweiz hat, den insolventen Konzern Galeria Karstadt Kaufhof übernehmen will. Die zwischen den Investoren und Galeria geschlossene Vereinbarung bedarf der Zustimmung  der Gläubiger.

## Auszeichnungen
2002 erhielt Beetz den Marco Polo-Preis, die höchste Anerkennung, die die chinesische Regierung einem ausländischen Unternehmer zuschreiben kann. Des Weiteren wurde er im Jahr 2006 vom Cosmetique Magazine zum „Mann des Jahres“ ernannt. 2013 bekam er den Persönlichkeitspreis der Fragrance Foundation verliehen.

## Mäzen beim SV Waldhof Mannheim
Im April 2016 wurde Beetz Hauptinvestor des SV Waldhof Mannheim, die 1. Mannschaft in eine eigenständige Spielbetriebsgesellschaft ausgegliedert und im November 2018 wurde der Mäzen schließlich zum Präsidenten des Vereins gewählt. Mit ihm schaffte der Verein 2019 den Aufstieg in die 3. Liga und die Rückkehr in den Profifußball. Mitte Februar 2022 wurde bekannt, dass Beetz bereit wäre, als Ersatz für das in die Jahre gekommene Carl-Benz-Stadion, den Bau eines neuen 60 Millionen Euro teuren Stadions an einem anderen Standort vorzufinanzieren. Eine endgültige Entscheidung soll Ende 2024 fallen.

## Privates
Beetz wohnt seit 2014 in Champéry im Kanton Wallis, Schweiz, und ist  Vater von drei Töchtern und zwei Söhnen.
In seiner Jugend war Beetz Leistungsruderer beim Mannheimer Ruder-Club von 1875. 1968 gewann er mit dem Club-Achter die Deutschen Jugendmeisterschaften in Trier und belegte bei den FISA-Junioren-Weltmeisterschaften in Amsterdam den 5. Platz.